# Айдер Осман
Айде́р Осма́н (крим. Ayder Asan oğlu Osman, 1 січня 1938, с. Бешкуртка-Вакуф — 20 червня 1997, Сімферополь) — кримськотатарський письменник і журналіст.

## Біографія
Народився 1938 року в селі Бешкуртка-Вакуф (Тамбовка) Сейтлерського (зараз Нижньогірського) району. 1944 року разом з родиною був депортований у с. Алтіарк Ферганської області Узбекистану. Після школи закінчив педагогічний технікум у місті Маргілані, працював вчителем у Алтиарик'ській районній школі. У 1957—1960 роках служив в лавах Радянської армії, де пройшов курси військового кореспондента та працював у газеті
Після завершення служби, навчався на факультеті журналістики Ташкентського університету, який закінчив із відзнакою у 1965 році. Був направлений на роботу в газету «Ленин байрагъыи» («Ленінський прапор»), обіймав посаду завідувача відділом. З 1979/1980 року був відповідальним секретарем журналу «Йылдыз» («Зірка»), з 1985 року й до самої смерті був його головним редактором.
Активно брав участь у громадському житті, був членом правління Спілки письменників Узбекистану, де очолював секцію кримськотатарської літератури, а також був членом Національної спілки письменників України (1993).
Після повернення до Криму, у 1991/1992 року організував переведення журналу кримськотатарського журналу «Йылдыз» з Узбекистану до Сімферополя. Незважаючи на фінансову скруту, продовжив видання журналу. Помер від тяжкої хвороби 20 червня 1997 року в Сімферополі, похований на кладовищі «Абдал».

## Творчість
Доробок Айдера Османа становить близько ста оповідань, численні нариси, а також романи й повісті. Також писав літературно-критичні праці і рецензії на дитячу літературу .   Відомий як письменник, що писав трьома мовами — кримськотатарською, російською та узбецькою.
Найвідоміші твори: «Эмдженъден селям» («Привіт від дядька», 1972), «Таныш козьлер» («Знайомі очі», 1975), «Йыллар ве достлар» («Роки і друзі», 1981), «Осювбасамакълары» («Ступені росту», 1984) – статті про письменників і поетів, «Тутушув» («Сутичка», 1988), «Азбар къапы янындаки адамлар» («Люди біля воріт», 1988) та ін..
В останні роки життя написав повісті «Агент» (1993), «Агентнин изинден» («По слідах агента»,1994), «Агентин олюмі» («Смерть агента»,1996), «Къайтув» («Повернення», 1997), п'єсу «Аєдін», книгу литературной критики. Повість «Народні месники» була написана на основі документів та спогадів партизанів та учасників підпілля в Криму у роки Другої світової війни, містить багато імен та особистих історій.
Айдер Осман публікувався також як перекладач з кримськотатарської, російської та узбецької мов:
- переклади кримськотатарською з російської: «У подножья гор» З. Ніязієва, 1972; «Последний шанс» і «Красная повязка» Е. Аміта[4];
- переклади кримськотатарською з узбецької: поезія Міртеміра, Зульфії, А. Мухтара, Т. Тули, Г. Пуруллаєвої та ін.[4];
- переклад з кримськотатарської узбецькою мовою: п'єса «Дубаралы той» («Весілля з пригодами») Ю. Болата[4];
- переклад з української: «Колосок» В. Сухомлинського[4]